# Tempuran (Tempuran)
Tempuran is een bestuurslaag in het regentschap Karawang van de provincie West-Java, Indonesië. Tempuran telt 4251 inwoners (volkstelling 2010).